# Mycterus elongata
Mycterus elongata es una especie de coleóptero de la familia Mycteridae.

## Distribución geográfica
Habita en California (Estados Unidos).